# Теодор Риттер
Теодор Риттер (фр. Théodore Ritter, настоящее имя Туссен Прево, фр. Toussaint Prévost; 5 апреля 1840, Нант — 6 апреля 1886, Париж) — французский пианист и композитор. Сын оперной певицы Элеоноры Прево-Колон (настоящее имя Огюстина Дежан-Леруа, 1807—?). Отцом Туссена Прево формально зарегистрирован муж певицы, композитор и дирижёр Эжен Прево, однако его фактическим отцом он быть не мог, поскольку за полтора года до его рождения покинул Францию для работы в Новом Орлеане. В действительности отцом мальчика был Туссен Бене, кораблестроитель из Марселя, музыкант-любитель и меценат, переехавший в Париж, чтобы воспитывать сына.
На протяжении многих лет Туссен Бене был близким другом Гектора Берлиоза, и Туссен-младший учился музыке у Берлиоза и под его влиянием. Позднее он также занимался под руководством Франца Листа. Дебютировал как вокалист (баритон) на сцене брюссельского оперного театра «Ла Монне», однако затем предпочёл карьеру инструменталиста. Много выступал с певицей Карлоттой Патти, в том числе в турне 1869—1870 гг. по США и Канаде (со скрипачом Францем Жеэном-Прюмом) и в турне 1874 г. по Германии (с виолончелистом Зигмундом Бюргером). Был постоянным участником концертных программ Жюля Падлу.
Автор одноактной оперы «Марианна» (1861), разнообразных фортепианных пьес и переложений, в том числе фортепианных редукций берлиозовских «Детства Христа» и «Ромео и Джульетты».
Кавалер Ордена Почётного легиона (1880). Был женат на певице Алисе Дегранж.
Риттеру посвящён первый из Трёх этюдов Op. 34 Морица Мошковского (1884).